# Jim Starlin
James Patrick « Jim » Starlin (Detroit, 9 oktober 1949) is een Amerikaanse stripboekschrijver en -tekenaar. Hij houdt zich vooral bezig met verhalen in het genre space opera en andere sciencefiction. Starlin is de bedenker van onder anderen Thanos, Drax the Destroyer, Gamora en Shang-Chi en was verantwoordelijk voor renovaties van onder anderen Captain Marvel en Adam Warlock. Tot zijn bekendste verhalen behoren The Thanos Quest, The Infinity Gauntlet, The Death of Captain Marvel (Marvel Graphic Novel #1) en Batman: A Death in the Family.

## Carrière
Voor hij stripmaker werd, was Starlin fotograaf in de United States Navy. In zijn vrije tijd tekende en schreef hij verhalen die hij opstuurde naar Marvel en DC. Meestal met een bemoedigende afwijzing als reactie. Hier kwam verandering in toen DC begin jaren 70 twee verhalen van twee pagina's per stuk van hem kocht voor monsterseries. Hij werd een gevestigde naam in de industrie toen Marvel rond die tijd veel meer titels ging uitgeven en daarom extra mensen nodig had om die te maken. Naast Starlin braken zo ook onder anderen Bernie Wrightson en Walt Simonson definitief door. Het werken aan monsterverhalen leidde tot werken aan The Invincible Iron Man, waarin hij de kans kreeg om personages als Thanos en Drax the Destroyer te bedenken. De verhalen waarin hij diezelfde, verder ontwikkelde Thanos later gebruikte, bleken een paar van de meest significante van zijn carrière, zoals The Thanos Quest (1990) en The Infinity Gauntlet (1991). Beide verhalen vormden van 2008 tot en met 2019 ook de ruggengraat van de eerste 22 films binnen het Marvel Cinematic Universe.
Starlin kreeg vanaf 1975 de mogelijkheid om zijn eigen draai te geven aan de verhalen rondom Adam Warlock. Hij gebruikte die om Warlock te veranderen van een metaforische Marvel-versie van Jezus-met-superkrachten, in een messiaanse, maar paranoïde-schizofrene held van kosmische proporties. Dit maakte hem geschikt voor de verhalen die Starlin graag wilde schrijven over het personage zelf, maar ook voor grote rollen in andere verhaallijnen zoals die rondom zijn met Eternals-vermogens bedeelde creatie Thanos. Dit deed hij behalve in The Infinity Gauntlet ook in onder meer opvolgers The Infinity War, The Infinity Crusade en Warlock and the Infinity Watch.
Starlin had vanaf 1973 ook al verschillende verhalen geschreven waarin hij Captain Marvel opnieuw uitvond. Hij verliet die serie na onenigheid en toen Marvel en hij die hadden opgelost, was de titel aan andere makers toegewezen. Begin jaren 80 verkocht Captain Marvel zo slecht dat Marvel ermee wilde stoppen. Starlin kreeg het verzoek om een verhaal te schrijven waarin het personage sterft. Zijn eigen vader leed op dat moment aan kanker. Starlin besloot om dit te verwerken in een verhaal en ook Captain Marvel zo aan zijn einde te laten komen.
Captain Marvel was niet het laatste vooraanstaande personage dat stierf onder de handen van Starlin. Toen hij eind jaren 80 de serie Batman schreef, was de eerste Robin Dick Grayson inmiddels Nightwing geworden en was Jason Todd hem opgevolgd als rechterhand van Batman. Starlin vond een kind als hulpje in dergelijke verhalen niet kunnen en wilde hem daarom ombrengen. Dit resulteerde uiteindelijk in een belactie waarin lezers 36 uur konden opbellen om te stemmen of Todd een explosie in Batman #427 moest overleven of niet. Het betekende het einde voor de tweede Robin.
Naast zijn meest kenmerkende verhalen werkte Starlin aan verscheidene andere titels en schreef hij ook verhaallijnen rondom andere personages. Zo hield hij zich ook bezig met onder anderen Silver Surfer, The Amazing Spider-Man, The Avengers, Shang-Chi, Dr. Strange, Punisher, Superman, Superboy, Flash en de door hemzelf bedachte, geschreven en getekende serie Dreadstar.

## Trivia
Starlin heeft een cameo in de film Avengers: Endgame. Hij heeft één regel tekst in een scène waarin hij deel uitmaakt van een praatgroep geleid door Steve Rogers.
- Biblioteca Nacional de España: XX874725
- Bibliothèque nationale de France: cb12694259h (data)
- Catàleg d'autoritats de noms i títols de Catalunya: 981058523077206706
- Gemeinsame Normdatei: 1066394652
- International Standard Name Identifier: 0000 0000 7358 7720
- Library of Congress Control Number: n86867780
- Nationale Bibliotheek van Tsjechië: kv2009496992
- Nationale Bibliotheek van Israël: 987007306828505171
- Nederlandse Thesaurus van Auteursnamen: 069624445
- Système universitaire de documentation: 050629859
- Virtual International Authority File: 7511577
- WorldCat: E39PBJh4rtfrrbQfdFGvJYh4MP